# Reece Robinson
Reece Robinson (Hull, 15 mei 1992) is een Engelse dartsspeler die uitkomt voor de PDC. Hij haalde zijn tourkaart voor 2019/2020 door op de UK Q-School van 2019 in een halve finale op 19 januari met 5-2 te winnen van Glen Durrant.
Na het kwijtraken van zijn tourcard eind 2020, wist Robinson in 2021 een PDC Challenge Tour te winnen. Hij versloeg hierbij Amerikaan Danny Lauby Jr. in de finale met 5-4.

## Resultaten op Wereldkampioenschappen

### PDC World Youth Championship
- 2012: Laatste 32 (verloren van Jamie Lewis met 4-5)
- 2013: Laatste 16 (verloren van Jake Patchett met 3-6)
- 2014: Kwartfinale (verloren van Kurt Parry met 3-6)
- 2015: Laatste 64 (verloren van Jimmy Hendriks met 3-6)